# La Bóveda de Toro
La Bóveda de Toro település Spanyolországban,  Zamora tartományban. La Bóveda de Toro Villabuena del Puente, El Pego, Guarrate, Fuentelapeña, Vadillo de la Guareña és Castronuño községekkel határos. Lakosainak száma 676 fő (2024).

## Népesség
A település népessége az utóbbi években az alábbiak szerint változott:
| Lakosok száma | 975  | 896  | 885  | 875  | 863  | 814  | 748  | 709  | 683  | 676  |
|               | 2001 | 2004 | 2007 | 2009 | 2012 | 2014 | 2017 | 2019 | 2022 | 2024 |